# Air Burundi
Air Burundi – burundyjska narodowa linia lotnicza z siedzibą w Bużumburze. Linia wstrzymała loty w 2007. Głównym węzłem był port lotniczy Bużumbura.